# Pseudomyrmex monochrous
Pseudomyrmex monochrous är en myrart som först beskrevs av Dalla Torre 1892.  Pseudomyrmex monochrous ingår i släktet Pseudomyrmex och familjen myror. Inga underarter finns listade i Catalogue of Life.